# Kugitangtaus naturreservat
Kugitangtaus naturreservat, Kugitangs naturreservat eller Köýtendags naturreservat (ryska:Койтендагский заповедник, Turkmeniska:Köýtendag döwlet goraghanasy) är ett naturreservat (zapovednik) i bergskedjan Kugitangtau i provinsen Lebap i östligaste Turkmenistan. Det instiftades 1986 och täcker 271,4 km2. 
I reservatet finns den akut hotade underarten Capra falconeri heptneri av skruvhornsget.  Bland däggdjuren kan i övrigt lodjursrasen (Lynx lynx isabellinus), brunbjörnsrasen (Ursus arctos isabellinus), persisk leopard (Panthera pardus saxicolor, NT)), strimmig hyena (Hyaena hyaena, NT) och mufflonfår (Ovis orientalis bocharensis, VU) nämnas och bland de 122 häckande fågelarterna (av 158 observerade), märks grågam (Aegypius monachus, NT) lammgam (Gypaetus barbatus) och tatarfalk (Falco cherrug, EN). Bland övriga djur kan den endemiska, grottlevande och blinda grönlingfisken Nemacheilus starostini (VU) och som relikt förekommande kronsnäckan Melanoides kainarensis nämnas. Floran omfattar 982 arter och enskogar med buskar av Astragalus (69 arter) är vitt utbredda mellan 1700 och 2800 m ö.h.
I reservatet finner man också fossil av mollusker, brachiopoder och dinosaurier (inklusive över 400 fotavtryck), samt grottsystemen Karljuk och Kap-Kutan.
Det år 2009 föreslagna världsarvet (kategori vii och x) på 1223,66 km2 består utöver Köýtendag döwlet goraghanasy av fyra med detta sammanhängande reservat av typen (zakaznik):
- Garlyk çäkli goraghanasy (1986) – 40000 ha
- Hojapil çäkli goraghanasy (1986) – 31635 ha
- Hojaburjybelent çäkli goraghanasy (1986) – 17532 ha
- Hojagarawul çäkli goraghanasy (1999) – 6011 ha

På den uzbekiska sidan av berget ligger också Surhandarinskaya-reservatet i direkt anslutning till de turkmenska reservaten.